# Новосёлки (Оренбургская область)
Новосёлки — село в Саракташском районе Оренбургской области России. Входит в состав Васильевского сельсовета.

## География
Село находится на северо-востоке центральной части Оренбургской области, в степной зоне, на берегах реки Чины, на расстоянии примерно 19 километров (по прямой) к северо-северо-востоку (NNE) от Саракташа, административного центра района. Абсолютная высота — 222 метра над уровнем моря.
Климат
Климат характеризуется как резко континентальный с продолжительной морозной зимой и относительно коротким жарким сухим летом. Средняя температура воздуха самого тёплого месяца (июля) — 20 — 22 °C; самого холодного (января) — −16 — −15,5 °C. Среднегодовое количество атмосферных осадков составляет 350—450 мм.
Часовой пояс
Село Новосёлки, как и вся Оренбургская область, находится в часовой зоне МСК+2. Смещение применяемого времени относительно UTC составляет +5:00.

## Население
| 2010 |
| ---- |
| 176  |

Половой состав
По данным Всероссийской переписи населения 2010 года в половой структуре населения мужчины составляли 44,9 %, женщины — соответственно 55,1 %.
Национальный состав
Согласно результатам переписи 2002 года, в национальной структуре населения русские составляли 94 % из 246 чел.